# 安川敬一郎

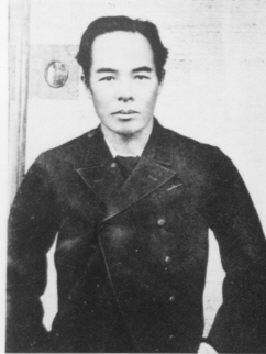
安川敬一郎

安川 敬一郎（やすかわ けいいちろう、嘉永2年4月17日（1849年5月9日） - 昭和9年（1934年）11月30日）は日本の武士（福岡藩士）、戦前の実業家、政治家。炭鉱で財を成した筑豊御三家のひとつ地方財閥・安川財閥の創始者であり、国士的な実業家として知られる。貴族院議員、衆議院議員。大正9年（1920年）1月13日、男爵授爵。勲三等瑞宝章。号は撫松。玄洋社社員。私立明治専門学校（現・九州工業大学）創立者。

## 経歴
代々亀井昭陽の学問の正系を継いだ福岡藩士族の家柄で、儒学者の徳永省易の四男・藤四郎として福岡城下に近い鳥飼村（現・福岡市中央区・城南区鳥飼）に生まれる。
1864年（元治元年）安川岡右衛門に16歳で婿入りし、1866年（慶応2年）、岡右衛門の四女の峰と18歳で結婚し家督を相続、名を敬一郎に改める。藩校・修猷館（現・福岡県立修猷館高等学校）に学ぶ。1868年（慶応4年）3月藩の祐筆に登用され、6月学問所助教となり、1869年（明治2年）1月藩命により京都に留学、9月に帰藩して執政局に出仕、1870年（明治3年）10月静岡に留学を命ぜられ、1871年（明治4年）5月東京滞在中、7月長兄の徳永織人が贋札事件の責任を取って切腹したため帰藩し、10月再び東京に留学、1872年（明治5年）7月慶應義塾に入学、1874年（明治7年）2月三兄の幾島徳が官軍小隊長として、江藤新平、島義勇の佐賀の乱鎮圧のため佐賀に向かう途中、三瀬峠にて戦死したとの連絡を受け、慶應義塾を中途退学し急遽帰郷した。
帰郷後、学業を断念して幾島の仕事を引き継ぐことになり、炭坑経営に着手した。1877年（明治10年）に芦屋で石炭販売業を始め、1880年（明治13年）相田炭鉱及び庄司炭鉱を経営。1886年（明治19年）店を若松に移転。同年明治炭鉱を開発する。1888年（明治21年）若松築港株式会社（現・若築建設）を創立。1889年（明治22年）平岡浩太郎と共に赤池炭鉱を開発する。1893年（明治26年）二男松本健次郎と「安川松本商店」を設立、父である安川は炭鉱経営、松本はその販売と分担し親子二人三脚体制を築く。1896年（明治29年）明治炭礦株式会社を創立し、門司に事務所を設置、その後支店を東京、大阪、神戸に拡大していった。
同志的な繁がりがあった平岡浩太郎により、1881年（明治14年）に福岡に玄洋社が創設されると社員となり、安川の炭鉱経営による豊富な資金が、その後の玄洋社の活動を支えた。辛亥革命が起こると、頭山満の大きな再三の反対を顧みず、孫文を神戸から東京に迎え、自分の隣家を孫文の隠家に借り4年間、毎月孫文に5百円の生活費を提供していた。また、漠冶萍公司との共同事業として辛亥革命後、中国から銑鉄の供給を受けることとし、艦船用厚板製造を主たる目的として中国との合弁企業を始めた（後の西八幡の九州製鋼株式会社）。その他、著書『撫松餘韻』（昭和10年出版）では黒龍会の活動を記した。
1907年（明治40年）技術者養成を目的とし、明治専門学校（現・九州工業大学）を戸畑に設立。1908年（明治41年）松本及び三男の安川清三郎と共に明治鉱業株式合資会社を設立。
この年、鉱夫に対し年功慰労金制度、退職金制度を整備した。
1909年（明治42年）4月明治専門学校開校。1910年（明治43年）松本と共に「明治専門学校附属小学校（現：明治学園）」を創立。1913年（大正2年）、反袁世凱を掲げて中華民国前臨時大総統として亡命した孫文を戸畑の明治専門学校に迎え、返礼に「世界平和」と書いた書が贈られた。
1914年（大正3年）11月衆議院議員総選挙に補欠当選する。その後、1918年（大正7年）にかけて、明治紡績、安川電機、九州製鋼（のち八幡製鐵所が買収）、黒崎窯業を設立する。また、九州鉄道取締役、若松築港社長、筑豊石炭鉱業組合総長、明治鉱業社長、九州製鋼会長等を務め、1922年（大正11年）4月経済界から引退した。この間、1920年（大正9年）1月13日これまでの功績により男爵の爵位を授爵。功により勲三等に叙し、瑞宝章を賜る。1924年（大正13年）6月7日、補欠選挙で貴族院男爵議員に互選され、公正会に所属し1925年（大正14年）7月9日まで在任した。墓所は福岡市善龍寺。
安川第五郎は子（五男）。
北九州市戸畑区にある旧安川邸は敬一郎の邸宅であり、2022年から一般公開されている。

## 設立した会社・学校
- 安川電機
- 黒崎窯業（現・黒崎播磨）
- 若松築港（現・若築建設）
- 九州製鋼（八幡製鉄所（のち八幡製鐵として法人化）買収・合併を経て、現・日本製鉄）
- 九州鉄道（国鉄九州路線部門を経て、現・JR九州）
- 明治鉱業（地質部は明治コンサルタントとして独立後の(株)東京LB）
- 明治専門学校（現・九州工業大学、明治学園小学校・中学校・高等学校）
- 敷島紡績（現・シキボウ）
- 明治紡績 ‐ 弟の松本健次郎を代表に明治41年8月に遠賀郡戸畑町に創立[8]。
- 大阪織物 ‐ 遠縁の平賀義美を代表に、弟の松本、三男の安川清三郎と明治39年8月に大阪府堺市にに創立[8][9]。

## 親族
- 実父：黒田藩士・徳永省易[10][11]
- 養父：安川岡右衛門[10]
- 妻：ミネ（1852年生） - 養父の二女[10]
- 二男：松本健次郎（1870-1963） - 敬一郎の兄・松本潜の娘婿となる。若松築港、明治鉱業、黒崎窯業、九州鉄鐵社長[12]。子に松本七郎など。娘婿に男爵黒田稔。孫娘の夫に板東英二。
- 三男：安川清三郎（1877-1936） - 福岡県多額納税者、安川電機製作所初代社長。米国ペンシルバニア大学理財科卒。妻こうは明治生命保険社長　阿部泰蔵の長女。子に寛（安川電機製作所会長、岳父は松井慶四郎）、真（敬一郎の養子となる）、糺（明治鉱業社長、妻の祖父に高木豊三、米山梅吉、娘はコニカ創業者一族の杉浦正和の妻）、泰（明治鉱業取締役。岳祖父に石黒五十二）、信雄（安川商事社長、岳父は植村甲午郎）、義雄（岳父に日本銀行理事の永池長治）、達雄、国雄（玉川学園教員）、美知子（野田俊作の弟で三井造船専務野田秀助の妻）、恵美子(新山荘輔の子でプリンス自動車販売社長新山春雄の妻)、春子。[13][14][15]
- 四男：松本源一郎（1885年生） - 兄の健次郎の養弟となる。大源鉱業、安中電機製作所各取締役。岳父に飯島魁。[16]
- 五男：安川第五郎（1886年生） - 安川電機社長、九州電力会長、日本原子力発電初代社長。岳父に鶴原定吉[17][18]。息子に安川壮、安川敬二、安川定男など。長女・敏子の夫は参松工業社長を務めた横山康吉。
- 長女：初子（1890年生） - 明治鉱業専務・堀内敏堯の妻。娘の夫に内村直也[11]。
- 養子：安川謙介(1861年生) - 佐賀、鈴木重敬の二男、石炭商、日本紙類貿易取締役[19]。子の安川泰一は安川電機専務[11]。